# This Boy
Pour les articles homonymes, voir Boy.
Singles de The Beatles
She Loves You/I'll Get You
(1963) Can't Buy Me Love/You Can't Do That
(1964)
Pistes de Past Masters
I Want to Hold Your Hand Komm, gib mir deine Hand
This Boy est une chanson des Beatles, parue pour la première fois en face B du single I Want to Hold Your Hand en novembre 1963. Écrite par John Lennon, This Boy est caractérisée par les harmonies à trois voix de Lennon, George Harrison et Paul McCartney, exercice auquel ils se prêtent encore sur Because des années plus tard.

## Composition
John Lennon compose This Boy dans une chambre hôtel, d'abord pour s'entraîner aux harmonies à trois voix. De son propre aveu, il s'agit d'une tentative d'écrire une chanson dans le style de Smokey Robinson, vedette principale de la Motown. L'influence des Everly Brothers, groupe aux harmonies permanentes, est également notable, ainsi que celle de la chanson To Know Him Is To Love Him des Teddy Bears, succès de 1959.
De par son aspect mélodique, This Boy est souvent citée par les Beatles pour casser l'image qu'avaient leurs compositeurs : un Paul McCartney en doux mélodiste et un John Lennon plus rock 'n' roll. Lennon lui-même pensait qu'il était incapable d'écrire des mélodies, mais, rétrospectivement, il se reconnaît un certain talent dans ce domaine, en prenant pour exemples This Boy ou In My Life, et expliquant que, malgré son image : « Si on étudie attentivement les morceaux des Beatles, on s'aperçoit que je suis partie prenante dans tous les machins sentimentaux, tout comme Paul. J'aime tout autant cette musique-là. »
Lennon affirme que le texte de sa chanson n'a pas d'importance, que seuls « le son et l'harmonie » comptent. Les paroles racontent simplement l'histoire d'un garçon qui lui a pris sa fiancée. Lennon joue sur les démonstratifs this boy (ce garçon-ci) et that boy (ce garçon-là), le premier désignant celui qui a emmené la fille, le second celui à qui la petite amie a été enlevée.

## Enregistrement
Les Beatles enregistrent This Boy le 17 octobre 1963 aux studios EMI, destinée à paraître en face B de I Want to Hold Your Hand, enregistrée le même jour. Cette session marque l'arrivée du magnétophone quatre-pistes, qui allait changer significativement la façon de travailler en studio. Ken Townsend, ingénieur du son, explique ainsi : « Avec quatre pistes, on pouvait enregistrer une piste rythmique de base, et ajouter les voix et d'autres choses plus tard. Ça donnait au studio les apparences d'un atelier. »
La chanson est complète dès la première prise, mais il en faut quinze au total pour obtenir le morceau dans sa version finale. John Lennon, Paul McCartney et George Harrison joignent ainsi leurs voix dans une harmonie à trois, sur les couplets et le refrain, même si, au départ, le pont devait contenir un solo de guitare. Un fade out est ajouté le 21 octobre.

## Interprètes
- John Lennon : chant, guitare acoustique
- Paul McCartney : chœurs, guitare basse
- George Harrison : chœurs, guitare solo
- Ringo Starr : batterie

## Publication
This Boy est publiée en face B de I Want to Hold Your Hand le 29 novembre 1963 au Royaume-Uni, uniquement en mono. À la suite d'une confusion, une version stéréo est créée en 1966 pour la réalisation du best-of A Collection of Beatles Oldies. En effet, on veut effectuer ce mixage de l'inédit Bad Boy, paru l'année précédente sur l'album américain Beatles VI, mais le responsable d'EMI se trompe de nom et commande le remixage stéréo de This Boy aux ingénieurs de son. Cette chanson n'est pas placée sur cette compilation. En 1978, elle parait pour la première fois en Angleterre en album sur la compilation Rarities. Une autre version stéréo paraît dans le pays en 1981 sur un disque bonus d'une réédition en boîtier de tous les E.P. du groupe ; il ne s'agit toutefois pas d'une stéréo véritable, mais bien recréée par Capitol Records en Duophonic. Aux États-Unis, Capitol, qui a tardé à publier les chansons du groupe, se ravise enfin et sort, le 26 décembre 1963, le 45 tours I Want to Hold Your Hand mais choisit I Saw Her Standing There comme face B. This Boy y paraît donc, pour la première fois le 20 janvier 1964, sur l'album américain Meet The Beatles!. Le mixage stéréo de 1966 de la chanson est finalement placé sur la compilation Love Songs en 1977 et se retrouve depuis 1988 sur Past Masters qui compile tous les singles inédits du groupe. Un montage de deux prises incomplètes parait sur le CD-single Free as a Bird en 1995. En 2023, la chanson est demixée avec l'aide de l'une nouvelle technologie basée sur l'intelligence artificielle, développée par l'équipe de Peter Jackson pour le projet The Beatles: Get Back, servant à isoler les différents sons enregistrés, et remixée par Giles Martin pour être rajoutée à la compilation The Beatles 1962–1966.
Une version live, placée sur Anthology 1 en 1995, est tirée de leur prestation à l'émission Two of a Kind (en) de Morecambe and Wise du canal ATV (en), enregistrée le 2 décembre 1963 au Elstree Studio Centre à Borehamwood mais diffusé que le 4 avril suivant. De plus, une des deux versions enregistrées dans les studios de la BBC a été publiée sur On Air - Live At The BBC Volume 2 en 2013. Enregistrée au Playhouse Theatre le 17 décembre 1963, cette prestation est diffusée à l'émission Saturday Club (en) le 21 du même mois. Lors de leur première visite, les Beatles ont joué This Boy le 16 février 1964 aux États-Unis, enregistrée à l'hôtel Deauville (en) de Miami le 16 février, pour leur seconde apparition au Ed Sullivan Show. Cette prestation en direct, comprenant six chansons, est vue par environ 70 millions de personnes. Démixée et remixée en 2024, cette diffusion sera incluse dans le documentaire Beatles '64.
Bien que reléguée en face B, le spécialiste des Beatles Mark Lewisohn la juge techniquement supérieure à I Want to Hold Your Hand, expliquant que « le fait qu'ils pouvaient se permettre de gaspiller des titres en face B en dit long sur le superbe matériel qu'ils créaient alors ». This Boy est aussi l'une des premières chansons du groupe à être commentée par un critique musical. Il s'agit en l'occurrence de William Mann du Times, qui écrit, en décembre 1963 : « cette chanson lente, triste, que les Beatles jouent souvent, est significativement inhabituelle en raison de sa musique lugubre, mais, harmoniquement, c'est l'une de leurs plus intrigantes, avec ses chaînes de grappes pan-diatoniques, et l'émotion est valable car chantée proprement et clairement. »
Une version orchestrale de George Martin est présente sur son album Off the Beatle Track (en) en 1964. De plus, le producteur des Beatles crée, la même année, une nouvelle version instrumentale de This Boy, afin de figurer comme piste de musique d'ambiance au film A Hard Day's Night. Le guitariste studio Vic Flick est invité à y participer. Elle prend le titre Ringo's Theme (This Boy) car elle est entendue lors de la scène où Ringo Starr erre le long de la Tamise. Placée sur la bande son américaine, publié par le label United Artists, cet instrumental est également publié des deux côtés de l'Atlantique en single crédité à George Martin and his Orchestra, couplé à And I Love Her. Elle atteint la 53e position des charts américains.

### Publication en France
La chanson arrive en France en avril 1964 sur la face A d'un 45 tours EP (« super 45 tours »), accompagnée  de Can't Buy Me Love ; sur la face B figurent You Can't Do That et I'll Get You. La pochette est illustrée de quatre portraits des membres du groupe prises par Dezo Hoffman.

## Reprises
This Boy a notamment été reprise en 1964 par Bob Leaper, Roger Webb and his Trio, ou encore Keely Smith (baptisée This Girl, sur son album de reprises des Beatles). Plus récemment, Rio Reiser (sur Am Piano II, 1999) , Laurence Juber (sur LJ Plays the Beatles, 2000) et The Smithereens (sur Meet the Smithereens!, 2007) l'ont enregistrée. Sean Lennon, second fils de John, l'a également reprise. Le Groupe francais The Road Runners l'a reprise en 2016.